# Hank Schrader
Henry R. Schrader ASAC är en fiktiv karaktär i AMC -dramaserien Breaking Bad och dess spin-off-serie Better Call Saul. Han porträtteras av Dean Norris och skapades av serieskaparen Vince Gilligan.

## Karaktärsbiografi
Henry R. Schrader är svågern till huvudkaraktären Walter White och är en Drug Enforcement Administration (DEA) agent i Albuquerque, New Mexico. Under hela serien leder han utredningen av metamfetaminkocken "Heisenberg", omedveten om att den svårfångade knarkungen är hans egen svåger. Hank ställs också inför många hot från de rivaliserande drogkartellerna som tar hårt på Hanks mentala hälsa under seriens gång, och så småningom börjar vidta mer extrema åtgärder för att hitta "Heisenberg" och arrestera honom.

### Bakgrund
Hank var en specialagent hos DEA, där han steg i graderna för att bli handledare för alla utredningar som hanteras av hans Albuquerque -kontor, under det vakande ögat av ASAC George Merkert (Michael Shamus Wiles) och SAC Ramey. Han är gift med Marie Schrader (Betsy Brandt), som han inte har några barn med. Han är nära sin familj i äktenskap, hans svåger, Walt, Walts fru (Maries syster) Skyler White (Anna Gunn), och deras son Walter Jr. (RJ Mitte). I motsats till den milda Walt är Hank extrovert, ambitiös och till synes orädd, ivrig att ta sig an farliga undersökningar för att främja sin karriär. Under sitt tuffa, oföränderliga yttre kämpar han dock med några av sina egna sårbarheter: han hade kalla fötter när det gällde att gifta sig med Marie, och trots sin ambition är han rädd för att flytta ur sin komfortzon på jobbet, främst på grund av effekterna av PTSD sedan dödandet av Tuco Salamanca och efterföljande blodiga möten under drogtillslagen i El Paso.
Som hobby brygger Hank sin egen hemgjorda öl som han buteljerar under namnet "Schraderbräu". Efter att han blivit skjuten av Salamanca- kusinerna i deras misslyckade mordförsök tillbringar han en del av säsong 4 med att samla in mineraler, till Maries förtret.